# 南锡
南錫（法語發音：[nɑ̃si] ⓘ），法國大東部大區默尔特-摩泽尔省市镇，也是该省的省会，位于法国东北部，下辖南锡区。城市处于默尔特河河边，距离默尔特河上游与摩泽尔河交汇点几千米远。南锡距离巴黎东部281千米，距离斯特拉斯堡西部116千米。
直到1766年法兰西王国的领土扩张，作为洛林公国的首都，自从1777年作为主教座以来，南锡在1790到1871年间是旧省默尔特省的首府，1871年之后归属默尔特-摩泽尔省。南锡因为斯坦尼斯拉斯广场出名，广场名字源于斯坦尼斯瓦夫一世并且被联合国教科文组织列为18世纪世界文化遗产的一部分。南锡拥有众多的历史古迹，凭借着南锡学院，南锡是欧洲新艺术运动主要发展中心之一。
南錫市内人口在2013年增长至104,072人，在洛林大区位列第二仅次于梅兹。同时在大南锡都市圈内拥有434,479名居民（2012年），是洛林大区人口最多的都市圈，在大东部大区位列第二，仅次于斯特拉斯堡并且在法国排名第五。南锡同样是主要的大学城和健康中心之一。

## 地理

### 位置
南锡位于大东部大区，在默尔特-摩泽尔省的南部并且是洛林省的中心。城市坐落在欧洲两大交通轴上：布鲁塞尔 - 卢森堡 - 梅斯 - 南锡 - 里昂 - 马赛的南北轴（穿过洛林的摩泽尔盆地直接连接北海和地中海）；在巴黎和斯特拉斯堡之间的东西轴。
大圆距离：
- 在国家的层面上，南锡距巴黎281公里，距斯特拉斯堡116公里，距里昂341公里[3];
- 在区域（欧洲区 萨尔-洛-卢）的层面上，南锡位于默尔特-摩泽尔省省会梅斯以南48公里处，位于孚日省省会埃皮纳勒以北60公里处，默兹省省会巴勒迪克以东74公里处，卢森堡大公国首府卢森堡以南102公里处，德国萨尔兰州首府萨尔布吕肯西南121公里处[3];
- 在省内，南锡位于图勒以东21公里处，吕内维尔西北26公里处，布里埃以南64公里[3]。

### 地形
城市位處默爾特河岸边的半个盆地，被一些险峻的山丘所包围（海拔在200米到380米之间变化），山丘间有一些树木繁茂的台地。城市所在的平原在西部和东北部闭合。由于南锡的盆地的位置，在中世纪，南锡有一定的地形防御价值。同样拥有一座城堡的弗鲁阿尔以及其位于交汇点的位置，或者圣尼古拉德波尔毫无疑问，与南锡相比，是更有战略意义的地理选择。然而，在城市创建的过程中，南锡的位置作为一个平原处于洛林公国的中心，从而城市发展受到更少的限制。

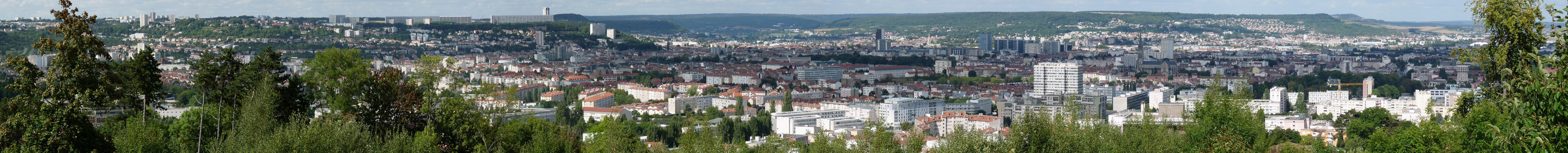
南锡全景

### 水文
南锡位于摩泽尔河和默尔特河汇合处上游几公里处。南溪平原的周围环绕着不同的溪流，这些溪流源于邻近的高地，流入默尔特河，比如Grémillon，Boudonville，Villette，Nabécor，Brichambeau，Frahaut，Asnée和Amezule。 默尔特河并没有处于城市的中心位置，相反她标志着远离老城区的城市的东部边界。南锡的水流，在长时间的被忽视后，自20世纪90年代以来，逐渐变得越来越重要，就比如 Alexandre Chemetoff所设计的水上花园。
尽管集聚了31个蓄水总量为260000立方米的蓄水池，但是如果水流量过多的话，仍然存在洪水的风险自2012年5月21日至5月22日，这座城市遭遇了历史上自1949年以来最猛烈的洪水洪水淹没了多条街道并造成了数百万欧元的损失。

### 气候
南锡的气候是受到明显大陆影响的弱海洋性气候。各个季节之间，一天之内有着明显的温差。冬天寒冷干燥。夏季并不总是阳光明媚，但温度适宜。秋天，雾很常见，偶尔会有微风。降雨量往往不及法国西部的地区。
法国气象局利用埃塞的机场的站点读数来进行当地的气象预报。该站位于南锡东部，海拔210米，大圆距离上距离斯坦尼斯拉斯广场三公里远。
| 城市         | 日照数    | 降雨量    | 降雪     | 暴风     | 雾       |
| ------------ | --------- | --------- | -------- | -------- | -------- |
| 比亚里茨     | 1887 h/年 | 1483mm/年 | 03 天/年 | 34 天/年 | 30 天/年 |
| 布雷斯特     | 1530 h/年 | 1109mm/年 | 09 天/年 | 11 天/年 | 74 天/年 |
| 尼斯         | 2724 h/年 | 767mm/年  | 01 天/年 | 31 天/年 | 01 天/年 |
| 巴黎         | 1662 h/年 | 642mm/年  | 15 天/年 | 19 天/年 | 13 天/年 |
| 斯特拉斯堡   | 1693 h/年 | 610mm/年  | 30 天/年 | 29 天/年 | 65 天/年 |
| 南锡         | 1665 h/年 | 775mm/年  | 30 天/年 | 27 天/年 | 54 天/年 |
| 全国平均水平 | 1973 h/年 | 770mm/年  | 14 天/年 | 22 天/年 | 40 天/年 |

来源 : 网民（L'Internaute）
南锡平均每年有8天炎热天气和霜期73天。年平均气温为10°C。有记录以来南锡最热温度为39.3℃(2003年8月8日)和最低温度为-26.8℃(1956年2月15日)，亦有一些来源认为最低温度为-30℃(1879年12月8日和10日) 。降水量最大一天为2012年5月21日，降水量测定为103mm,与当时如同洪水般的暴风雨有关。最湿润的一年是1930年，年降雨量为1,048毫米。最干旱的一年是1949年，年降雨量仅为465.8毫米。南锡平均每年日照时长为1638小时。南锡在冬天经常降雪,2010/2011的冬天，积雪厚度达到80cm。
| 南锡 (1981–2010年平均)                                    | 南锡 (1981–2010年平均) | 南锡 (1981–2010年平均) | 南锡 (1981–2010年平均) | 南锡 (1981–2010年平均) | 南锡 (1981–2010年平均) | 南锡 (1981–2010年平均) | 南锡 (1981–2010年平均) | 南锡 (1981–2010年平均) | 南锡 (1981–2010年平均) | 南锡 (1981–2010年平均) | 南锡 (1981–2010年平均) | 南锡 (1981–2010年平均) | 南锡 (1981–2010年平均) |
| 月份                                                      | 1月                    | 2月                    | 3月                    | 4月                    | 5月                    | 6月                    | 7月                    | 8月                    | 9月                    | 10月                   | 11月                   | 12月                   | 全年                   |
| --------------------------------------------------------- | ---------------------- | ---------------------- | ---------------------- | ---------------------- | ---------------------- | ---------------------- | ---------------------- | ---------------------- | ---------------------- | ---------------------- | ---------------------- | ---------------------- | ---------------------- |
| 历史最高温 °C（°F）                                       | 16.8 (62.2)            | 20.0 (68.0)            | 24.3 (75.7)            | 29.3 (84.7)            | 32.5 (90.5)            | 36.1 (97.0)            | 38.2 (100.8)           | 39.3 (102.7)           | 33.7 (92.7)            | 27.2 (81.0)            | 22.1 (71.8)            | 18.5 (65.3)            | 39.3 (102.7)           |
| 平均高温 °C（°F）                                         | 4.6 (40.3)             | 6.4 (43.5)             | 10.9 (51.6)            | 14.8 (58.6)            | 19.2 (66.6)            | 22.6 (72.7)            | 25.1 (77.2)            | 24.7 (76.5)            | 20.3 (68.5)            | 15.1 (59.2)            | 8.9 (48.0)             | 5.4 (41.7)             | 14.9 (58.8)            |
| 平均低温 °C（°F）                                         | −0.8 (30.6)            | −0.7 (30.7)            | 2.0 (35.6)             | 4.1 (39.4)             | 8.4 (47.1)             | 11.7 (53.1)            | 13.7 (56.7)            | 13.2 (55.8)            | 10.1 (50.2)            | 6.8 (44.2)             | 2.8 (37.0)             | 0.4 (32.7)             | 6.0 (42.8)             |
| 历史最低温 °C（°F）                                       | −21.6 (−6.9)           | −26.8 (−16.2)          | −15.9 (3.4)            | −6.8 (19.8)            | −4.2 (24.4)            | 1.6 (34.9)             | 2.0 (35.6)             | 2.8 (37.0)             | −1.3 (29.7)            | −7.9 (17.8)            | −12.7 (9.1)            | −21.3 (−6.3)           | −24.8 (−12.6)          |
| 平均降水量 mm（）                                         | 65.4 (2.57)            | 55.3 (2.18)            | 59.5 (2.34)            | 49.3 (1.94)            | 67.6 (2.66)            | 69.2 (2.72)            | 62.4 (2.46)            | 63.0 (2.48)            | 64.7 (2.55)            | 73.8 (2.91)            | 65.9 (2.59)            | 79.0 (3.11)            | 775.1 (30.52)          |
| 平均降水天数                                              | 11.2                   | 9.5                    | 10.6                   | 9.3                    | 11.0                   | 9.9                    | 9.6                    | 9.2                    | 9.2                    | 11.4                   | 11.6                   | 11.8                   | 124.3                  |
| 平均降雪天数                                              | 8.0                    | 6.7                    | 4.5                    | 1.8                    | 0.1                    | 0.0                    | 0.0                    | 0.0                    | 0.0                    | 0.1                    | 3.4                    | 6.1                    | 30.7                   |
| 平均相對濕度（％）                                        | 87                     | 83                     | 78                     | 74                     | 75                     | 75                     | 75                     | 77                     | 81                     | 86                     | 87                     | 87                     | 80.4                   |
| 月均日照時數                                              | 55.9                   | 79.7                   | 129.1                  | 173.9                  | 199.1                  | 220.9                  | 229.1                  | 213.7                  | 162.8                  | 104.8                  | 51.7                   | 44.3                   | 1,664.9                |
| 来源1：法国气象局                                         |                        |                        |                        |                        |                        |                        |                        |                        |                        |                        |                        |                        |                        |
| 来源2：Infoclimat.fr (humidity and snowy days, 1961–1990) |                        |                        |                        |                        |                        |                        |                        |                        |                        |                        |                        |                        |                        |

## 历史
尽管在城市周围的高原上发现了许多史前遗址，例如西南部的阿夫里克营地（Cité d'Affrique）（公元前5世纪）和位于Sainte-Geneviève山丘上的莱乌克人（Leuques）的凯尔特住所，在七世纪末的墨洛温时期之前，这个城市的历史遗址似乎并没有真正被占领。另外，默尔特河上的浅滩在八世纪就已经存在。

### 建立
南锡的诞生与十一世纪由热拉尔一世（Gérard d'Alsace
）建造的封建城堡有关，之后逐渐形成一座小城市，在十四世纪成为了洛林公国的首府。1218年香槟王位继承战争（Guerre de Succession de Champagne）期间，在公爵蒂埃博一世（Thiébaud Ier）的统治期间，这座城市被腓特烈二世完全烧毁。之后，这座城市被重建，扩建并在一个新的城堡的基础上被保护。

### 中世纪和文艺复兴时期

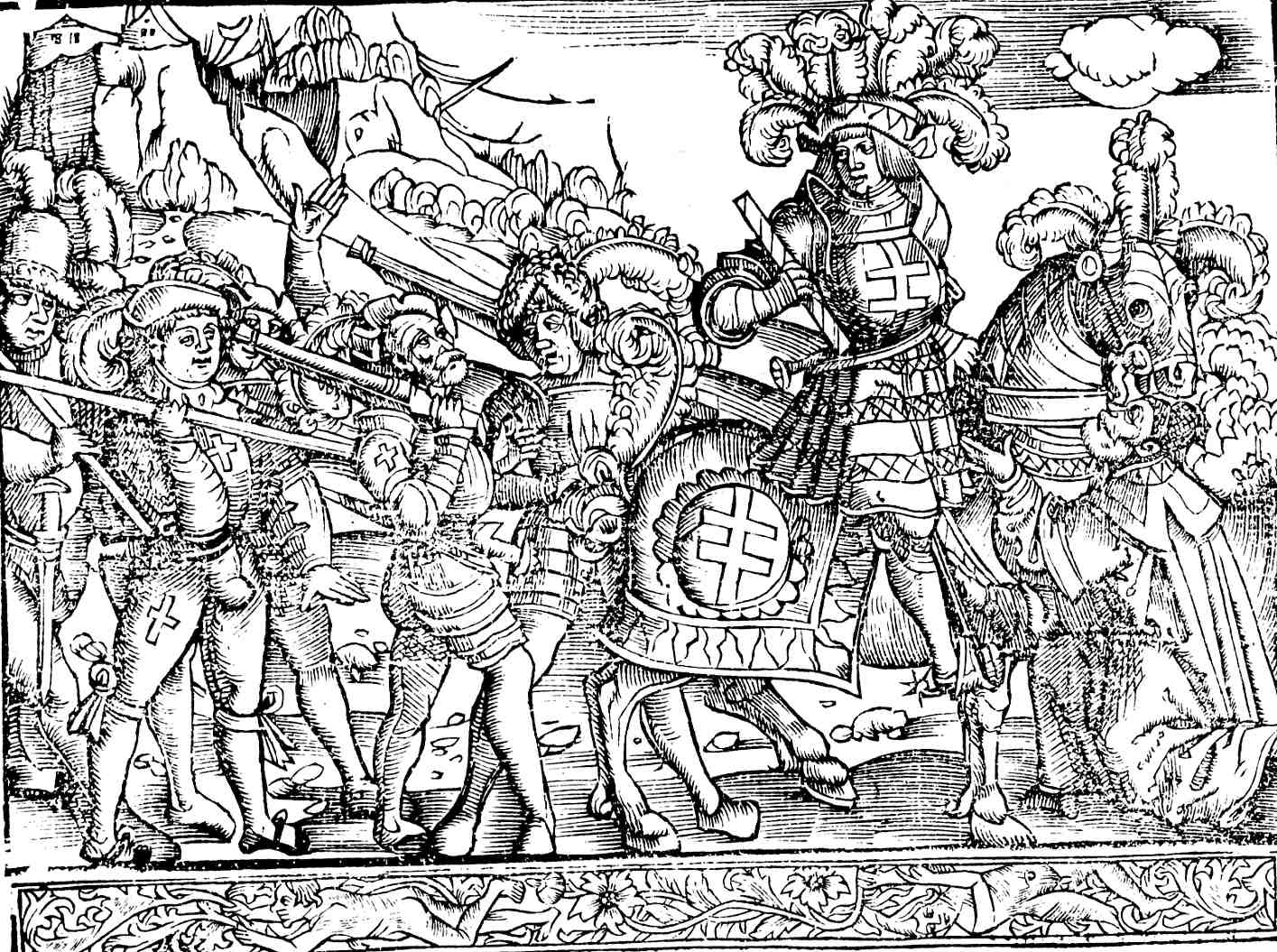
《勒内占领南锡。勃艮第人重建了南锡》（1476年10月7日）。这幅雕刻描绘了南锡战役（南锡教会图书馆）

南锡战役期间，在被围攻之前，勃艮第公国公爵大胆查理于1477年一月在圣让池塘，于勒内二世（René II）面前死去。勒内二世（René II）公爵被认为是第一位建造者：他重建了南锡公爵宫并在其旁边建造了作为永援圣母堂的礼拜场所的科德利埃教堂（圣尼古拉德波尔的火焰哥特式大教堂的建造是公爵进行其首都的重建的开始）。
在夏尔三世（Charles III）的统治期间（1545年-1608年），凭借着1596年由耶罗尼莫·奇托尼（Hieronimo Citoni）建立的新城（ville-neuve），这座城市得以大规模扩张。
1624年7月31日，亨利二世（Henri II）逝世后，他的女儿妮科尔（Nicole de Lorraine）理应继承洛林公国。但是，勒内二世（René II）的遗嘱写明女性无权继承，而且她的丈夫夏尔四世（Charles de Vaudémont）宣称得到了他父亲弗朗索瓦二世（François de Vaudémont）的皇冠。与此同时，当时的代表们通过了薩利克法。弗朗西斯二世于1625年11月底退位，夏尔四世从而成为洛林公爵。夏尔四世多次表现出对于神圣罗马帝国的偏爱：接纳了在沙莱的阴谋（1626年-1628年）之后被黎塞留放逐的舍夫勒斯公爵夫人和反对黎塞留的路易十三的弟弟加斯东；加斯东与夏尔四世的妹妹玛格丽特（Marguerite de Lorraine）的婚姻；在对抗瑞典的过程中，对弗兰肯帝国的军事支援；最后，在违反维克条约和利韦丹条约情况下，帮助斐迪南二世解放了由瑞典占领的阿格诺。在黎塞留的建议下，法国国王决定围攻南锡:97。
1633年9月，对南锡的围攻开始：路易十三下令烧毁磨坊，占领城堡，切断桥梁并且动员洛林和香槟省的六千士兵和一万农民建立壕沟和堡垒:106。尽管由留在南锡的洛林公爵的妹妹亨丽埃特（Henriette de Lorraine）和城邦的地方长官亨利（Henry de Lorraine）带领抵抗，南锡仍然没有其他选择，只好投降并且由尼古拉-弗朗索瓦（Nicolas François de Lorraine）负责谈判。9月20日签署的沙尔姆条约（traité de Charmes）规定解散洛林公爵的部队并由法国军队占领城市的大部分区域、要地及其四周。洛林政府的许多官员逃往布鲁塞尔或者意大利而夏尔四世则希望与帝国结盟，从而使其之后收复洛林:107。

### 启蒙运动（1697年-1789年）
利奥波德一世（Léopold Ier）希望在南锡重现夏尔三世（Charles III）时期的辉煌，他的计划直到1714年法国占领结束后才真正形成。在其统治一年的后，一道自由主义性质的法令的颁布标志着其计划的开始：允许任何人自由选择其职业，即使没有做过学徒或者没有什么作品（chef-d'œuvre）。这道法令的目的在于吸引外国工匠同时为贫困人口提供工作。这项政策卓有成效，促进了当地手工制造业的发展：圣蒂埃博街（rue Saint-Thiébaut）和圣夏尔医院旧址上的纺织厂；鼠疫庇护所处雇佣城中贫困儿童作为劳动力的羊毛袜生产厂；两个丝绸制作厂以及最为主要的安置在公爵宫的由夏尔·米泰（Charles Mité）经营的緙織壁毯作坊。
法国国王（roi de France）路易十五的岳父（1725年与其女儿玛丽·莱什琴斯卡结婚）、波兰国王斯坦尼斯瓦夫·莱什琴斯基斯坦尼斯瓦夫·莱什琴斯基在1709年被推翻，之后，在1733年，与弗朗茨一世依照维也纳条约用托斯卡纳交换，从而永久性（viager）获得巴尔公国（duché de Bar）和洛林公国。即使统治权在手，他也几乎没有决策权：法国急遣的总督管理公国内的事务并同时准备使其归并法国。斯坦尼斯瓦夫致力于提高其生活质量，并是公国成为一个文化中心。公国在没有了法国军事压力后，在啟蒙時代达到鼎盛。斯坦尼斯瓦夫为了表彰其女婿，建立一个后来以其名字命名的拥有漂亮的对称方式的皇家广场。当斯坦尼斯瓦夫于1766年去世后，公国重新回到了法国王室的手中。

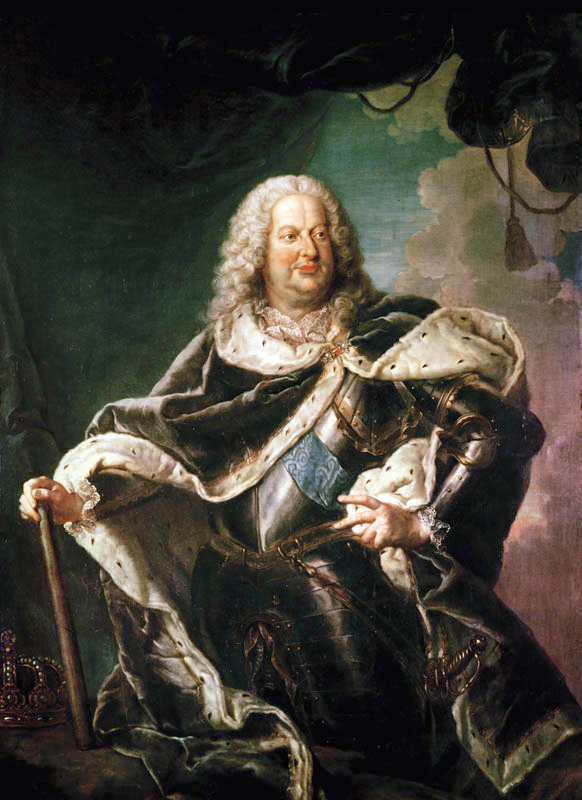
斯坦尼斯瓦夫·莱什琴斯基，被法国指定到南锡的国王

自1778年以来，南锡一直是主教的所在地，以图勒教区（之后与拿破仑有关）为代价于此建立教区。城市还设有上诉法院（cour d'appel）。
1790年8月，该市经历了一次军事叛乱，随后被布耶侯爵的军队严厉镇压：第五骑兵团被部署在城市的道路上。这一事件被称为“南锡事件”，是南锡革命时期的主要事件。

### 两个共和国时期，两位皇帝和三位国王（1792年-1871年）
1793年，奥古斯都·莫热（Marat-Mauger）由加拉加拉（Garat）提名担任执行议会（Conseil exécutif）议长，在被福尔议员驱逐之前的几个月内建立起了一个真正的独裁政权:48。
19世纪处，过去的公国首府变成了简单的省会城市。城市失去了其过往的华丽，进入了相当长的低迷时期。斯坦尼斯瓦夫的曾孙查理十世:134于1814年3月19日进入南锡,为了波旁复辟前往巴黎。
尤其重要的是，在1852年，普罗斯珀·盖里耶·德·迪马男爵重建了之前在1793年的革命中被拆除的洛林大学，这次重建对于以后城市的发展以及维持其法国大城市（métropole française）中的地位具有极其重要的意义。

### 法国东部首府（1871年-1914年）

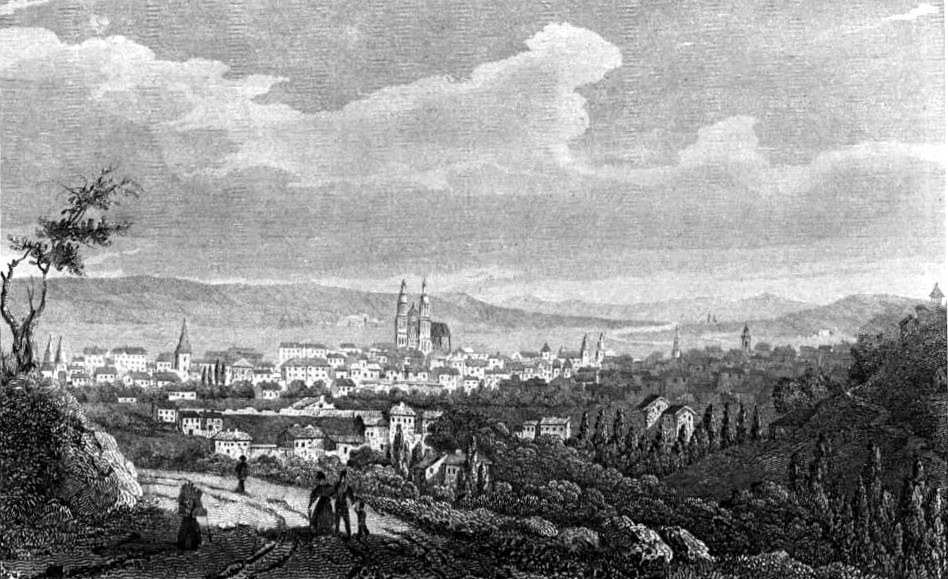
1838年的南锡景象

1871年，这座城市仍然属于法国，而阿尔萨斯和摩泽尔省，以及斯特拉斯堡和梅斯在法兰克福条约中被划分给了德国。南锡从而开始了进入一段繁荣时期和一个新的文化黄金时代。事实上，大量的择籍者（拒绝入德国籍的阿尔萨斯人和摩泽尔人）选择在此安顿，其中包括大量的知识分子和企业家。
南锡从而成为法国东部的主要城市，其人口从1870年的50,000居民大幅增加到1914年的120,000居民。但伴随着一系列的吞并，南锡成为了一个象征并在1889年民族主义危机中逐渐变得阴暗：一些反犹太主义者当选市议员在议会中出席。自19世纪80年代以来，南锡一直是炼钢之城，也曾在十九世纪末幻想成为煤炭之城。这个设想即使在冶金厂厂主、法国矿业团工程师、银行家和当地商人的推动下仍然没有未来。
由于1870年到1900年的人口猛增，南锡的城市化将会尽量维持住城市秩序。南锡的全面发展扩张使得洛林装饰艺术协会（之后变为南锡艺术学校）得以诞生，其历届领导分别是埃米尔·加莱、安托南·多姆、路易·马若雷勒、维克托·普鲁韦以及之后的欧仁·瓦兰。协会的展览在建筑师夏尔·安德烈的提议下创办，使得埃米尔·加莱及其他的南锡艺术家得以成名。在展览中，致力于建筑领域的木器工人欧仁·瓦朗展示了其将要制作的洛博大道旁的住宅中餐厅的天花板。这是南锡1900年艺术的首批建筑成就之一。

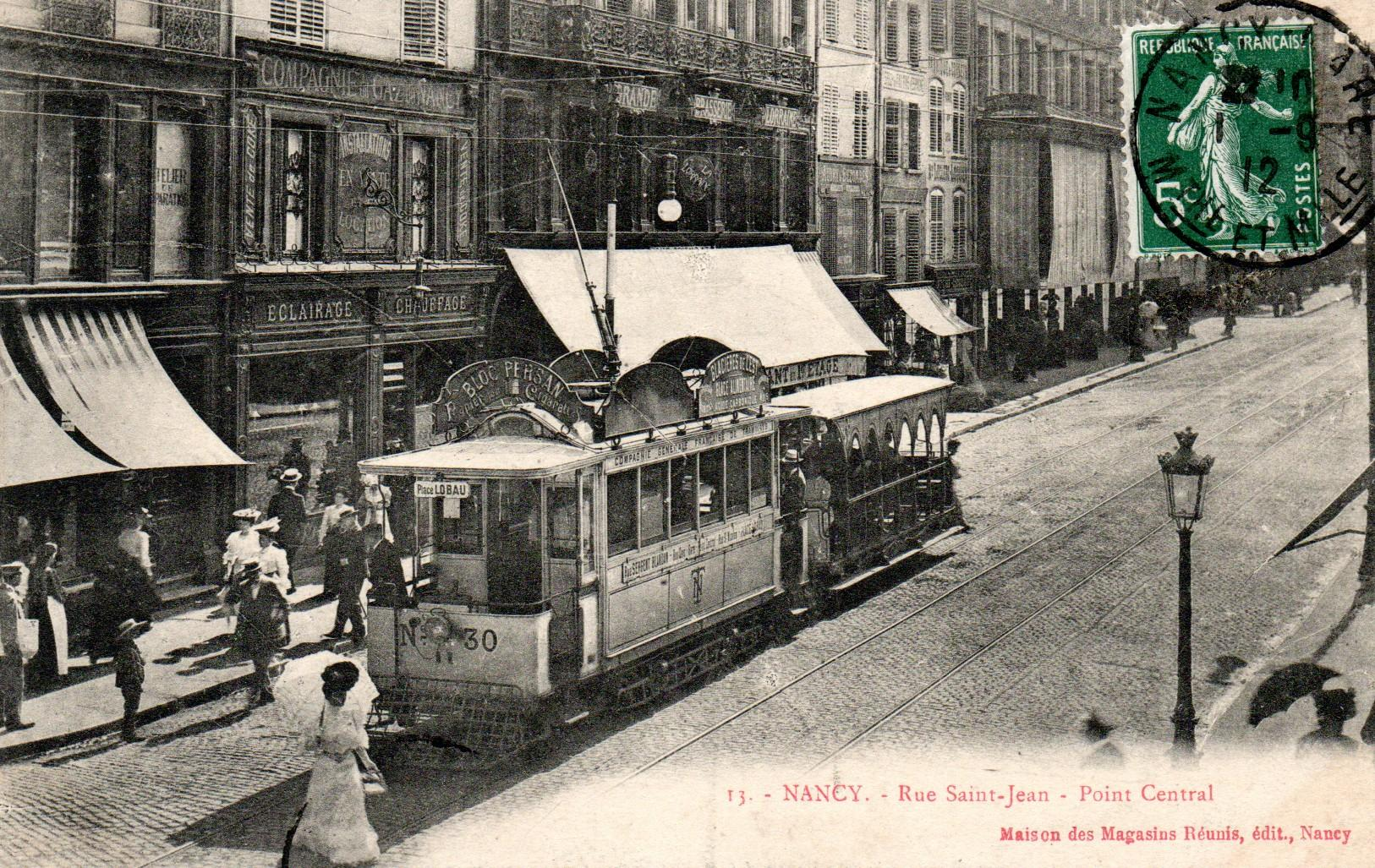
直到1912年的圣让路的电车

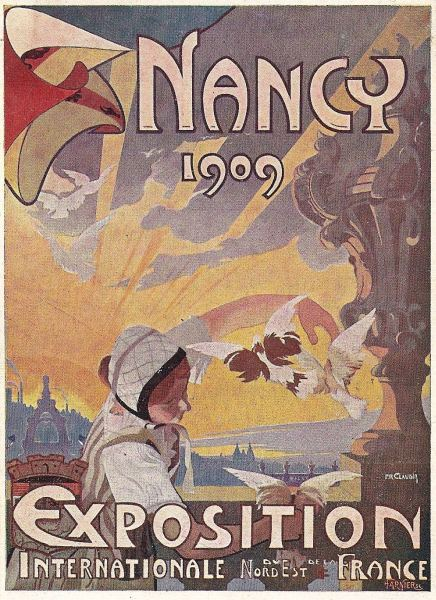
皮埃尔·罗歇·克洛丹制作的法国东部世界博览会的海报，被皮埃尔·博埃尔收藏

随着南锡人口的大量增长，南锡市的用水需求大幅增长。爱德华·安博负责艾森林所处的高原的地下水收集管道的建设，这些管道在20世纪30年代被废弃:33-48。管道建造了大约6.6千米，之后在1991年，因为洞穴学研究需要，被南锡洞穴协会（Union spéléologique de l'agglomération nancéienne）（USAN）修复并由洛林洞穴协会（Ligue spéléologique lorraine）（LISPEL）管理。现在被称作“南锡洞穴”，用于洞穴学教育及地下潜水培训。该景点在每年的欧洲文化遗产日由南锡洞穴协会向公众开放。

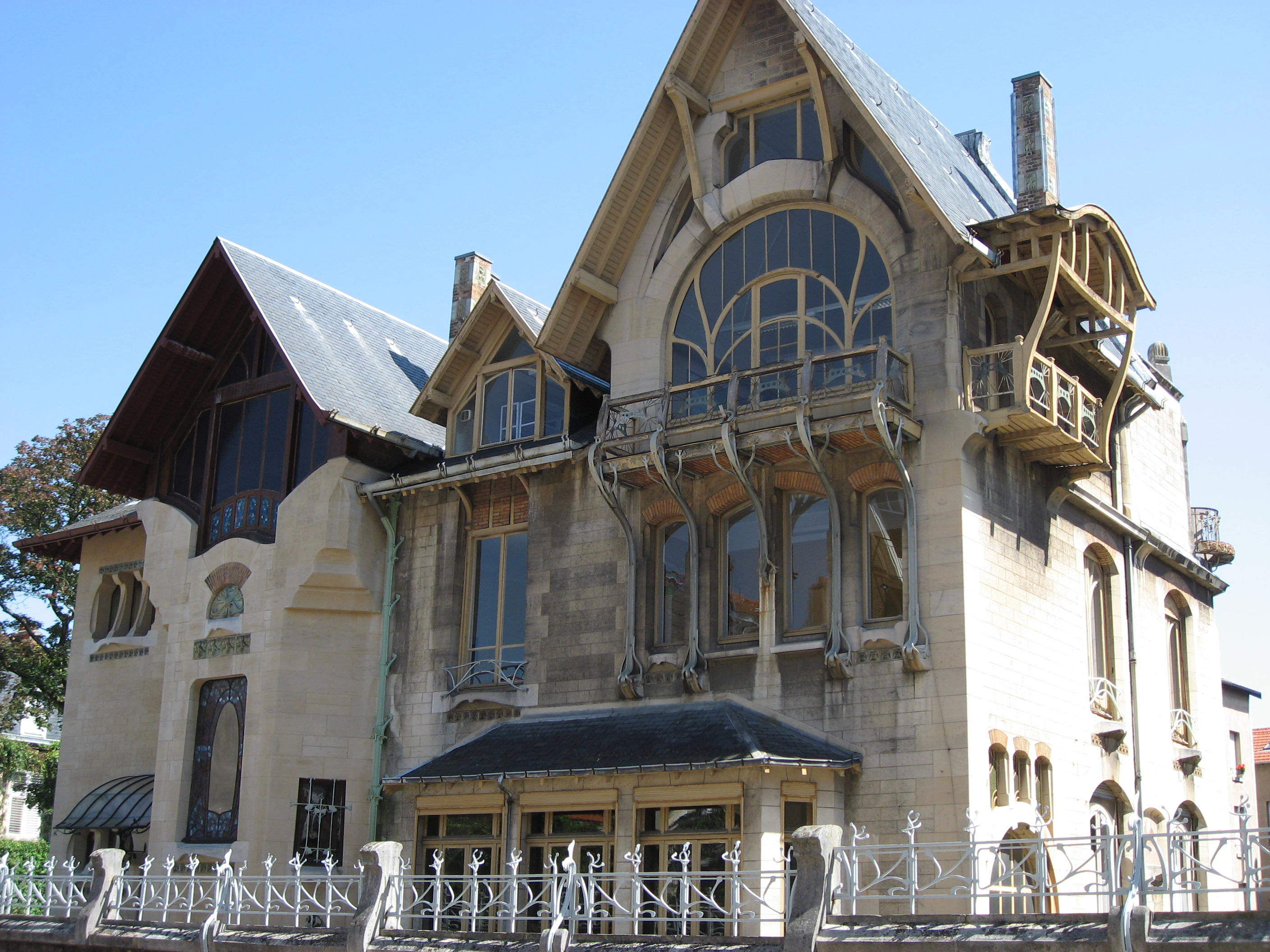
马若雷勒别墅，南锡艺术学校（École de Nancy）的标志。

在1874年，南锡组建了第一个电车网络，起初由马牵引，随后从1899年到1958年，由法国电车总公司（Compagnie générale française de tramways）（CGFT）接手管理。
为实现洛林艺术工作的复兴与发展，省级工业艺术协会，即南锡艺术学校（École de Nancy），于1901年使这一运动制度化。该协会的章程、目标和领导委员会的构成显示出工业和当地艺术家的紧密联系。1909年法国东部的世界博览会是南锡艺术学校的最后一次集体展览，欧仁·瓦朗建造了展览馆。在1891年至1911年间，3,500座建筑被建造，其中250座受到了新艺术的影响，以及约有50座脱颖而出。
新艺术风格建筑的出资者可能是个人、工业家或者是知名人士，通常是来自于附属领土阿尔萨斯-摩泽尔的人。承建商、建筑师、工程师或企业家有着不同的背景。大多数的建筑师，例如吕西安·魏森布格尔、亨利·居东或者是埃米尔·安德烈，都接受过正式的教育：他们或是巴黎艺术学校（École des beaux-arts de Paris）的毕业生，或是来自维克多·拉卢的工作室。其中的工程师，比如亨利·居东或弗雷德里克·舍尔茨，他们接受的培训对技术革命都更加开放。最后，木器工人欧仁·瓦朗被发现似乎是第一个将南锡新艺术运动原则运用到建筑里面的人。

### 第一次世界大战

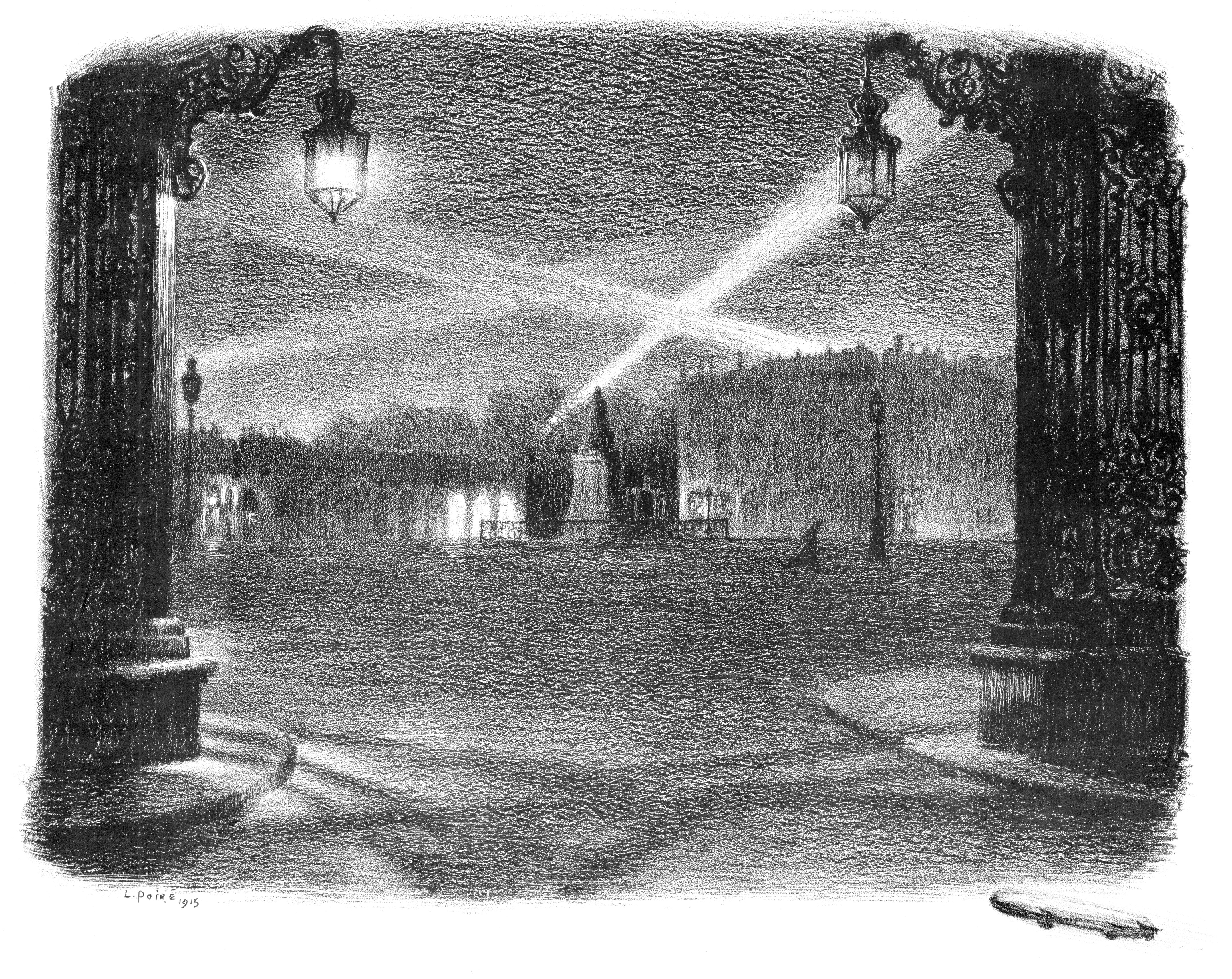
1915年冬天，在德军轰炸下的斯坦尼斯拉斯广场。利奥波德·普瓦雷的石版画

在第一次世界大战宣战后，1914年8月4日，南锡市宣布进入戒严状态（état de siège），人们的日常生活因此被干扰:224。8月20日开始陆续有难民进入。整座城市陷入了恐慌，直到远郊战争（bataille du Grand Couronné）的结束才平静下来。1914年底，一半的居民已经离开了这座城市，当时的城市接收了7,000难民，其中一半以上被安置在莫利托尔军营。1916年1月1日，德军开始轰炸南锡以期给居民造成恐怖。1917末，面包券开始施行并且城市于1918年初疏散居民。南锡是法国69个获得荣誉勋章（Légion d'honneur）的城市之一（在战争的考验下，城市强烈的爱国精神得到了充分的肯定。尽管受到了直接的威胁，被飞机轰炸，被远程火炮炮轰，仍然以充足的勇气在远郊战争中投入到保卫战中，从来没有因为苦难而失去应有的沉着冷静。应当得到国家表彰。）。

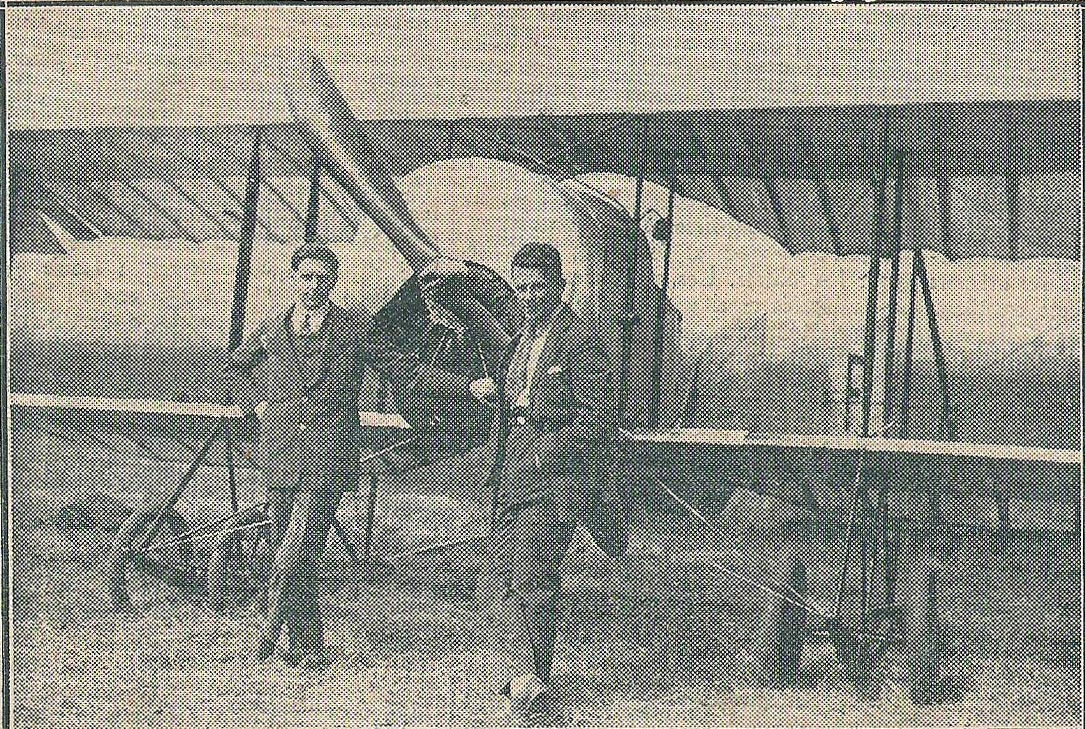
克里斯蒂安·门希，当地的飞行员

### 战间期
1926年，一场航展于6月举行。

### 第二次世界大战

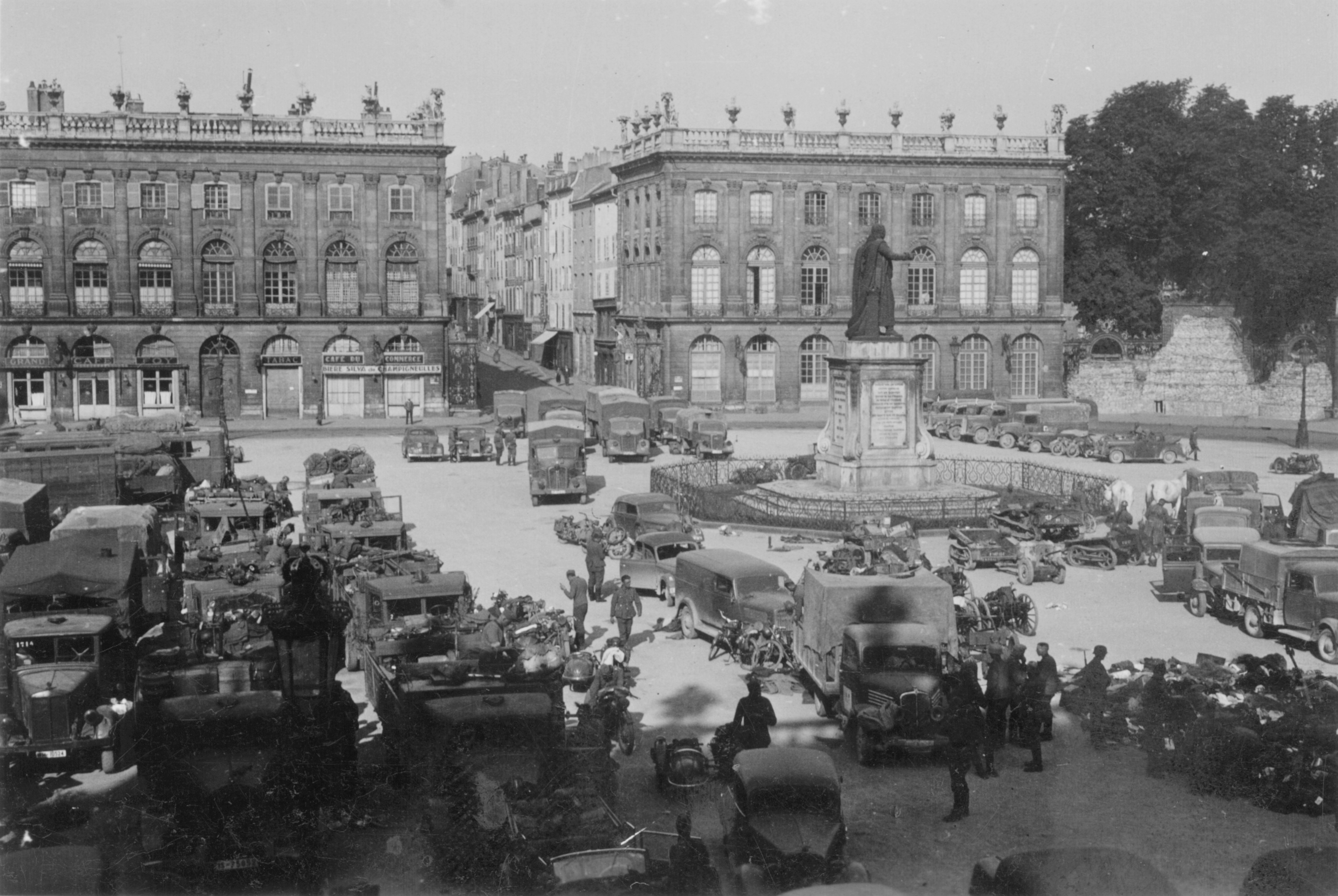
1940年6月，被德国士兵用后勤卡车占用的斯坦尼斯拉斯广场

1940年6月16日，德军进入到南锡并且没有受到任何阻碍。当时的市长卡米耶·施密特（Camille Schmitt）仍然留在原地并试图与维希法国政府取得联系，但是，南锡处于二战禁区（zone interdite），通讯非常困难。共和党东部报（L'Est républicain）和东部闪电报无法出版；共和党东部报的办公场所被用于出版南锡回声报。在德军实施强制劳动期间，一部分的年轻人去往德国劳动，而其他人则进行地下活动：其中300人遭到盖世太保搜捕并被送往毛特豪森-古森集中营,四分之三的人在那里死去:233。
在此期间，南锡的犹太社群（拥有3,800成员和大约160家公司，主要是来自波兰和中欧的移民）遭到歧视，被强迫带上犹太星，并且从1942年开始，遭到逮捕被移送至埃克鲁沃营地，随后被驱逐出境。古斯塔夫·诺顿（1877年-1944年，诺顿兄弟公司的创始人）和首席拉比阿热诺埃也在其中。然而，在1942年7月，一些南锡警察被允许向350名流亡的犹太人提供通行证使得他们得以通过，这也使得受到“春风（Vent printanier）”行动威胁的385人中仅有32人在逃脱搜捕的过程中被逮捕。
1944年5月6号，菲利普·贝当元帅到访南锡:512并受到当地唱着元帅，我们来了！的人群的欢迎。贝当发表讲话：
不要接受战争带来的考验，如果我们接受战争带来的考验将会使考验变得更加可怕。要对法国的未来充满信心。
被占领的南锡是一个驻防城镇，1944年7月至9月，第1空降集团军总部于此驻扎。
1944年9月洛林战役期间，乔治·巴顿将军指挥的美国第三军将南锡从德军占领中解放出来。盟军经由现今的解放大道到达。盖世太保位于rue de Boudonville和boulevard Albert-Ier的交汇处，在建筑物前有一块牌匾用来纪念众多的受害者。
1944年9月25日，戴高乐将军在南锡的斯坦尼斯拉斯广场受到人群的欢迎。

### 1945年以后
1972年1月15日，南锡的查理三世监狱发生的暴动使得公众了解到了监狱的真实情况（卫生状况恶劣，虐待和欺凌）。
从20世纪60年代到80年代，南锡市进行了一些重要的翻新工作，其中的一些翻新受到谴责：
- 圣塞巴斯蒂安区建在旧贫民窟上，区域内建有几栋约15至20层的高楼以及 圣塞巴斯蒂安购物中心（centre commercial Saint Sébastien）。
- 在车站区域内于1975年建造的梯也尔大厦（tour Thiers），这座大厦高度达到100多米。这座大厦遭到了强烈的批评，因为其位于新艺术运动时期的建筑附近并且阻挡了斯坦尼斯拉斯广场向西的视角。

位于火车站西侧的Croix-de-Bourgogne和Saint-Léon区是市中心的最后一次的大范围的城市规划。
自20世纪90年代中期，南锡城郊开始对该市东部的默尔特河进行大规模的逐步修复，其中的一个较大的项目涉及将近400公顷。修复的目标有多个：开发该市境内仍然空置的土地空间，扩展市中心并恢复远离南锡的默尔特河的河堤。
南锡城站区域自2005起同样被划入到一个城市规划，目标是美化这个区域的环境，包括建造办公楼和一个包括被称为“二十世纪遗产”的旧邮政分拣中心的一部分的会议中心（palais des congrès） 。一些邮件分拣柜，三座高楼之一和靠近铁路的通道将被拆除。由于查理三世监狱在Haut-du-Lièvre区的新监狱建造完毕后被拆除，这个区域得以将从车站扩展到查理三世监狱旧址的范围。
在2006年、2007年、2008年和2010年，南锡被新觀察家杂志评为“法国最宜居城市”。

## 交通

### 道路

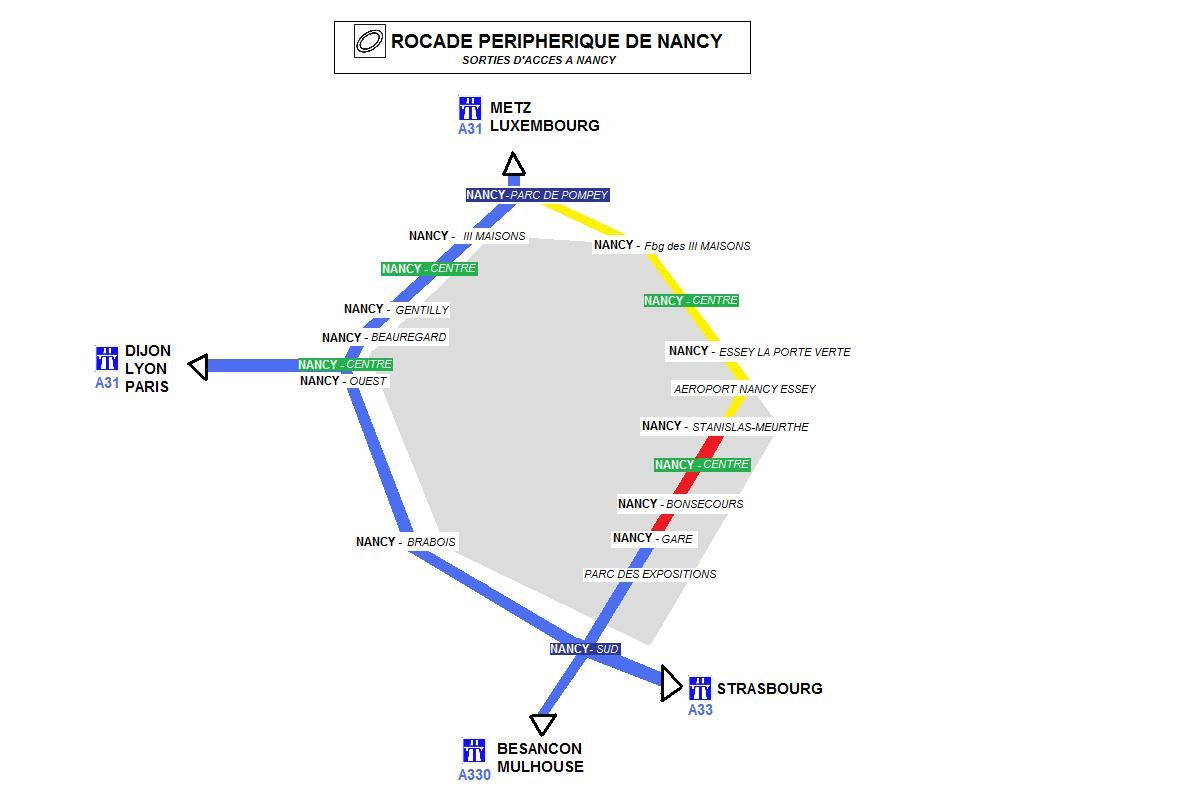
南锡郊区道路图

周边的环路绕着南锡市及其郊区外围走。城市西侧被A33高速公路环绕（Nancy / Gentilly - Nancy / Brabois - Lunéville）从而能够连接A31高速公路（卢森堡 - 梅斯 - 南锡 - 第戎），RN4（巴黎 - 南锡 - 斯特拉斯堡）以及A330高速公路（南锡南部市郊），该公路与朝向南部的米卢斯的RN 57和朝向东部的萨尔格米纳的RN 74交汇。 东部的环路（Amezule道路）能够直接将城市北部与南面的环形路(A31高速公路)连接起来。这个环形路距离比利时只有一个半小时的车程，距离卢森堡和德国只有一个小时15分钟的车程。此外，A31高速公路车流量大而经常饱和，这个问题原本应通过建造A32高速公路来解决的，但是这个项目在2010年就被中断了。

### 自行车道及Vélostan
城市内部规划了124千米的自行车道，其中的一半位于大公国旧址的周边。这个总数中包括简单的车道界线，为停放自行车预留的狭长部分。为行人及自行车设置的“绿色道路”同样存在着。自从1999年，Cyclotop协会在城市多处提供长时间的自行车租赁服务。在2007年被重新命名为VélOstan'boutic，这个体系自从2008年开始与公共自行车 服务 VélOstan'lib同时存在，公共自行车完善了自行车的租赁。南锡是法国现在为数不多的同时提供短期自助式租赁和商店长期租赁的地区之一。

### 人行道
南锡因为其丰富的文化历史遗产收益与其旅游吸引力，以至于在市中心的几条车道上禁止车辆通行，就比如斯坦尼斯拉斯广场  · 。这个区域随着有轨电车的到来在2000年被格外扩展，之后在2005年，斯坦尼斯拉斯广场和其周围的街道都已经变为人行道。
南锡市中心的集市区也是如此，可以步行从主教长路（rue de la Primatiale），经过彩陶器厂路（rue de la Faïencerie），夏尔三世广场（place Charles III），桥路（rue des Ponts）或者圣母路（rue Notre-Dame）然后穿过安德烈·马奇诺广场（place André-Maginot）到达福煦大街。

### 鐵路运输

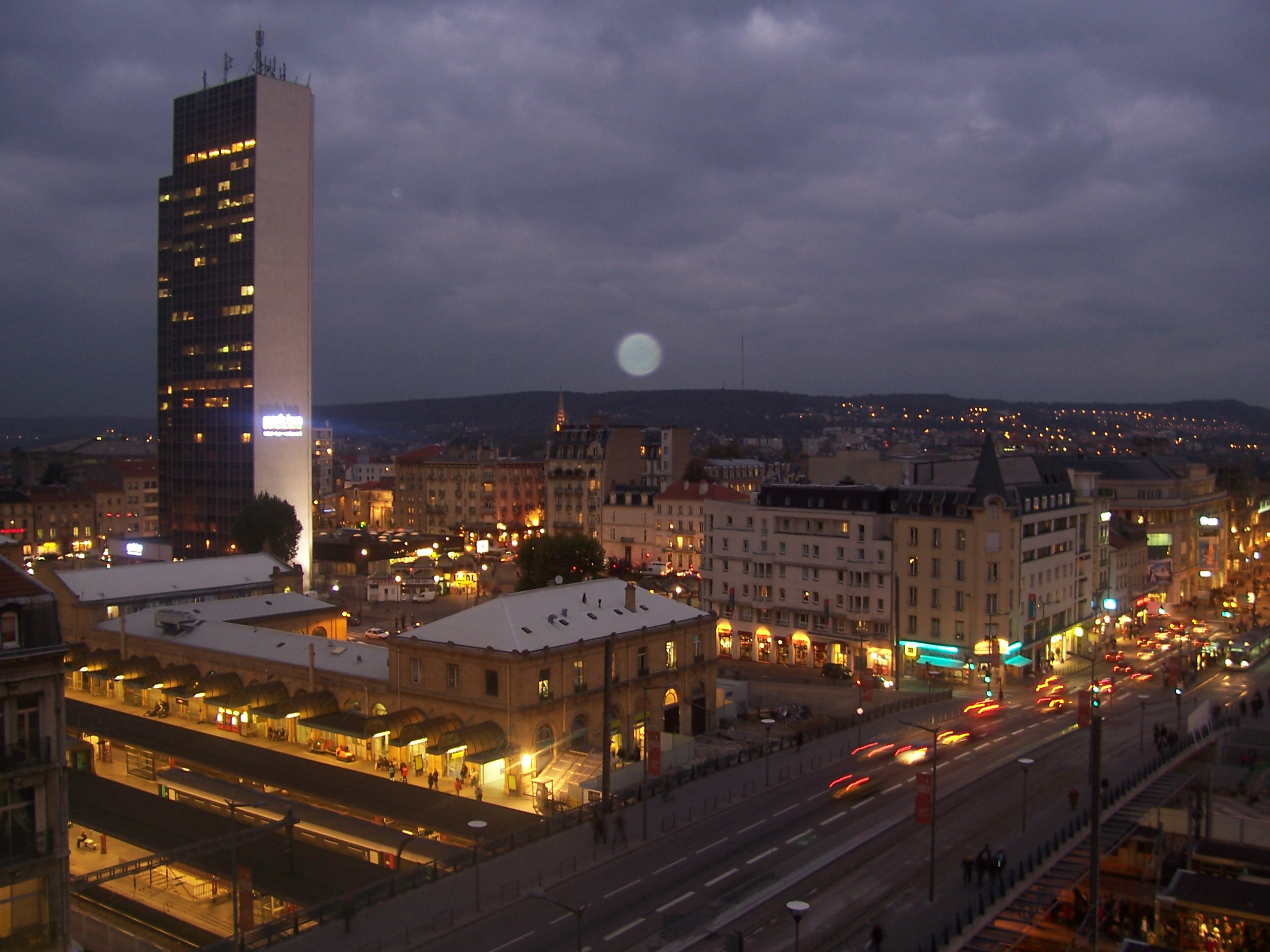
tour Thiers 和 南锡城站的景观

在1852年，巴黎－斯特拉斯堡铁路将从首都到南锡的距离由坐马车花费的三十到四十个小时缩短到了八个小时。直到2007年6月东部高速铁路线开通之前，Corail列车要花费近三个小时跑完这条路线; 如今，从巴黎乘TGV到南锡只需要90分钟。
南锡及其郊区通过多式联运的中心既是市区主要的车站的南锡城站连接法国主要的铁路线路，南锡和梅斯及周边地区共用的洛林TGV站于2007年开放，位于地区机场附近。后者专门为整个省提供服务。
运行于南锡-斯特拉斯堡线的100%环保的城际列车同样为南锡火车站提供服务。

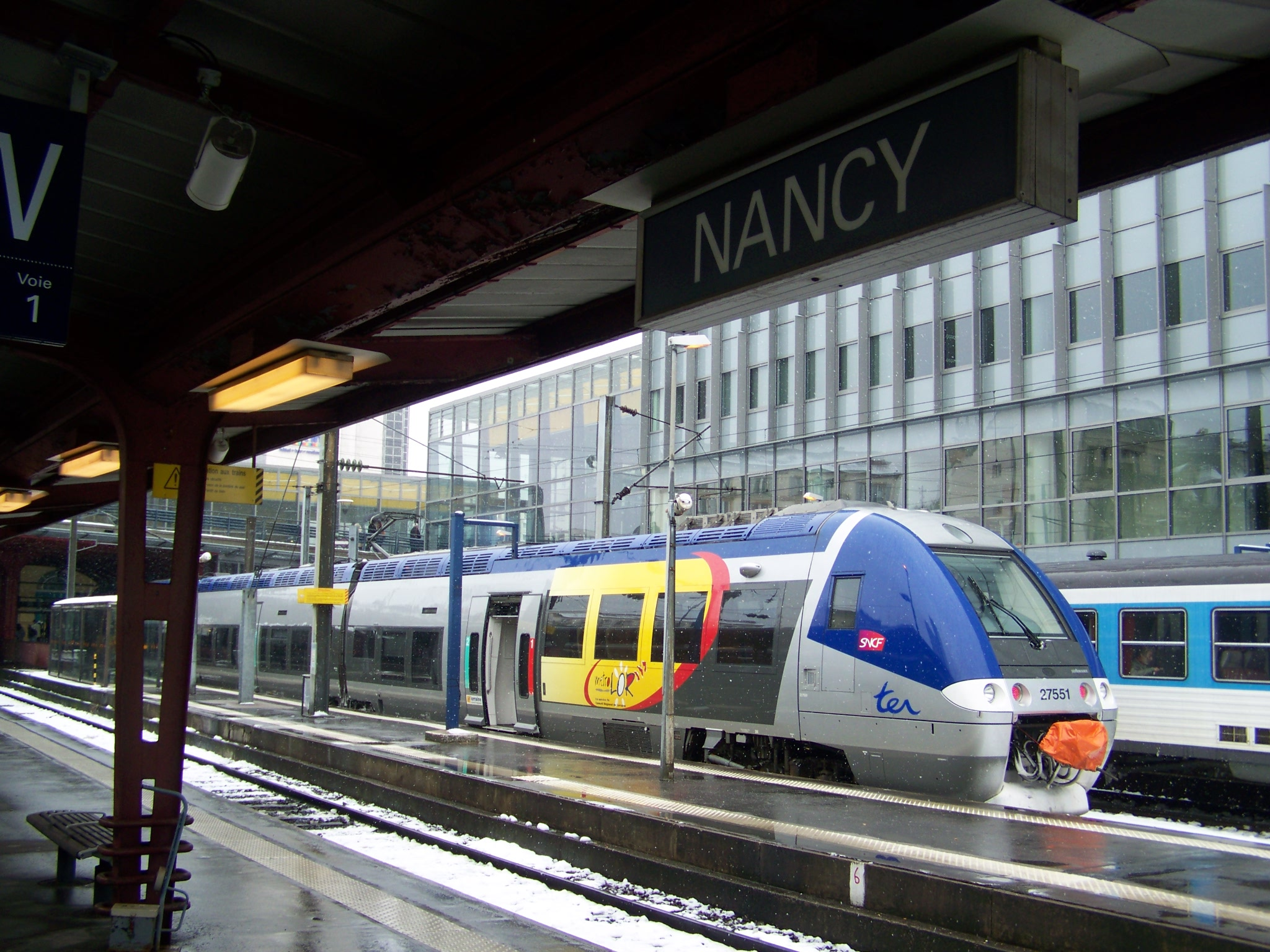
一列在南锡城站洛林TER火车

自1989年以来，整个南锡大都会地区的票价是相同的，不区分交通工具，例如南锡-雅维尔之间的路程乘火车和城市公共汽车是同样的价格。依靠南锡周围的二十来个火车站，城市周边的轨道交通发展非常快。 法国国营铁路公司和城市社区仍然希望其继续发展。
Métrolor区域铁路网络(TER Lorraine的商业名称) 于2000年重新调整， 旨在改善南锡和梅斯之间的交通。 整个区域的票价逐渐减少，南锡和梅斯之间每天往返46趟列车，其中大部分同样通向卢森堡，其中新的空调列车分为上下两层。与此同时，这条铁路大动脉每天发往在mosellan山谷的南边埃皮纳勒方向和朝西南部的吕内维勒方向36趟列车。在南锡和卢森堡之间，以及南锡和吕内维勒之间，高峰时期，旅客可以每隔一刻钟乘坐到一趟火车。
省际列车方面，这个区域还拥有其他的几个站点，比如尚皮尼厄勒站和同样为南锡港口服务的弗鲁阿尔站，这两个站都位于巴黎－斯特拉斯堡铁路线上。其他的为南锡市区服务的地区站点是乌德蒙、雅维尔、拉讷沃讷维尔、利韦丹、吕德尔和蓬佩。
南锡-尚皮尼厄勒联合运输码头（Nancy-Champigneulles）于20世纪90年代投入运营，替代了之前的南锡圣乔治货运站（Nancy-Saint-Georges）。为了未来的继续发展，市区的交通方案规划了一系列对于南锡铁路网的改进，包括对于南锡-雅维勒铁路节点的改造，在旧有的尚皮尼厄勒-南锡圣乔治-雅维尔线（Champigneulles - Nancy Saint-Georges - Jarville）新建一条电车-列车线路以及市区内马克塞维尔、旺德夫尔、埃耶库尔、南锡中心医院（Nancy-Hôpital-central）和拉讷沃维尔站点的建设。

### 公共交通

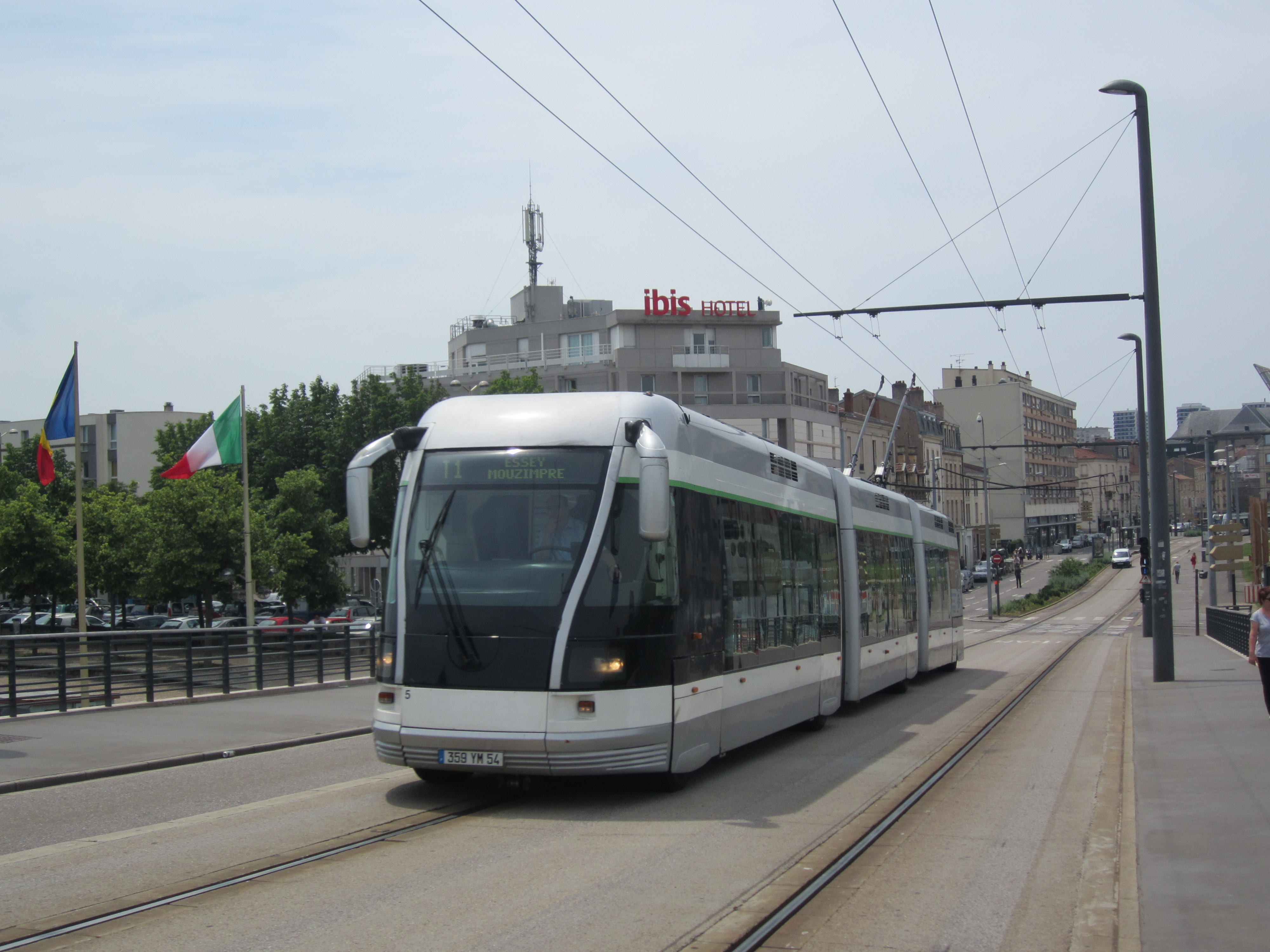
南錫輕軌列車

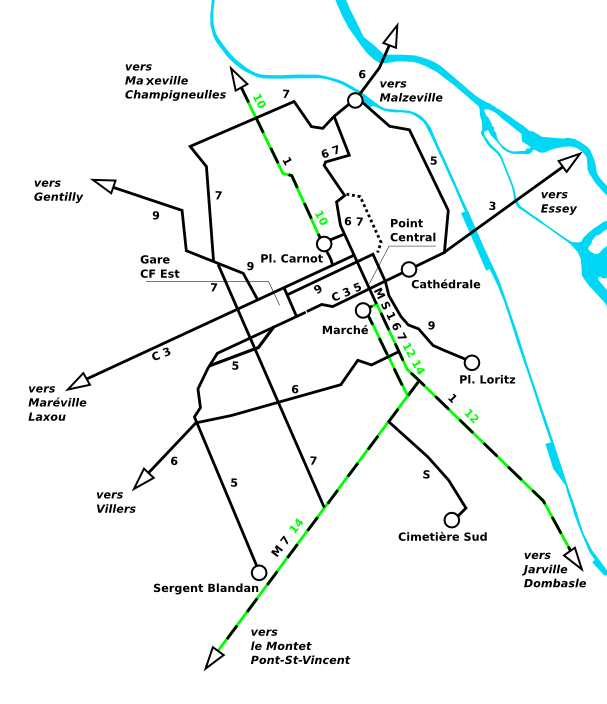
1923年左右的南锡电车网络图.

南锡的有轨电车是胶轮导向电车。在经历多次故障和事故之后，如今的居民出行需求似乎得到满足，但是与此同时对线路附近的居民带来了噪音及视觉上的不适。10公里的距离上，日客流量6万人次。因为南锡的盆地地形，南锡选择由庞巴迪公司设计的胶轮导向电车。胶轮导向电车与不带轮胎相比有着更加优异的附着力，因此这种类型的电车能够适应城市中的一些高地，比如Brabois（海拔高度400米）。但这个论据仍然存在着争议，事实上，在20世纪上半叶，相同的道路状况的导轨上依然运行着传统的电车（在缆车的实现上，同样的论点被提出 (2017年初)）。T1线的电车从凌晨4点运营到第二天凌晨1点。从2013年的学年开始，运营时长在星期四到星期六之间曾尝试延长到2点半，但在第二年停止了尝试。
2013年，另外两条装备了有着光学遥控的新一代公交车的高级公交线路开通。庞巴迪公司永久停止了其胶轮导向电车的制造和商业化活动。
凭借着名为"PASS"的车票，在南锡区域内可以乘坐电车及公交车，以及TER交通网络的部分列车。在1989年，南锡是第一个提供火车+巴士的混合车票的城市。
TER - Métrolor(洛林的省际列车)同样服务于南锡。
洛林地区和洛林山谷（蒂永维尔、梅斯、南锡和埃皮纳勒的所有地区，代表了摩泽尔河沿岸的接近90万的居民）考虑过发行通用的智能卡，借鉴了橙卡的思路，可以使用四个城市的公共交通网络，参观当地博物馆以及各类活动。第一个版本的卡名为Simplicités，于2007年面世。向TER - Métrolor的工作和学生订阅者出售。为了与洛林山谷地区的公共交通网络相兼容，智能卡在地区内第一个实现互通的南锡城郊交通网络投入使用。
通过订阅套餐，可以乘坐洛林，卢森堡以及萨尔兰(德国)的火车并且使用南锡，梅斯，卢森堡或者萨尔布吕肯的交通网络(巴士，电车，电车-列车)出行。使用其他的一些车票，同样可以到达斯特拉斯堡并且使用当地的交通(巴士，电车)。
自2012月2月起，在城市中推出Autopi为名的汽车共享服务，城市中的其他市镇也提供类似的服务。

### 航空运输

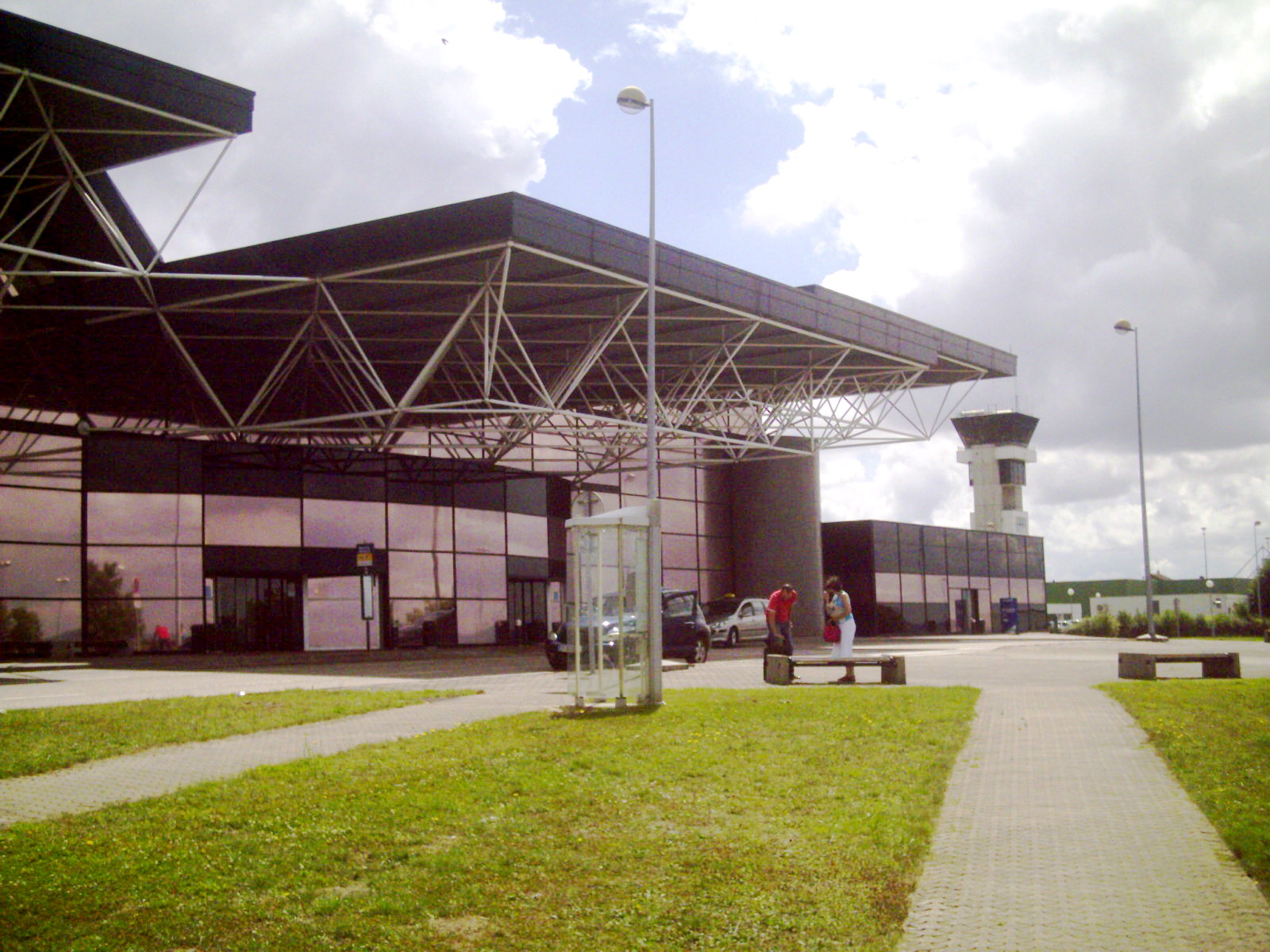
梅斯-南锡-洛林机场

梅斯-南锡-洛林区域机场始建于20世纪90年代初，由南锡与梅斯共用，距市中心32公里。这个区域机场与附近的其他几个大型机场竞争，比如卢森堡-芬德尔国际机场，巴塞尔-米卢斯-弗赖堡欧洲机场，布鲁塞尔南部-沙勒罗瓦机场，法兰克福机场以及巴黎夏尔·戴高乐机场，呈现出经营区域逐渐缩减的态势。年旅客吞吐量约20万人次。

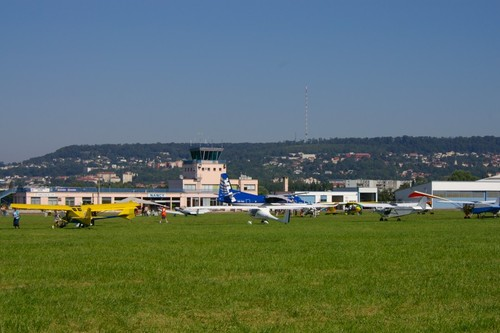
Aéroport de Nancy-Essey.

南锡在其近郊还有一个机场平台，位于Tomblaine的Nancy-Essey机场。后者拥有一些商务飞机并且可以在天气恶劣的时候疏散空中交通。自2012年起，机场计划将其跑道从1400米到扩展到1650米。

### 河流运输

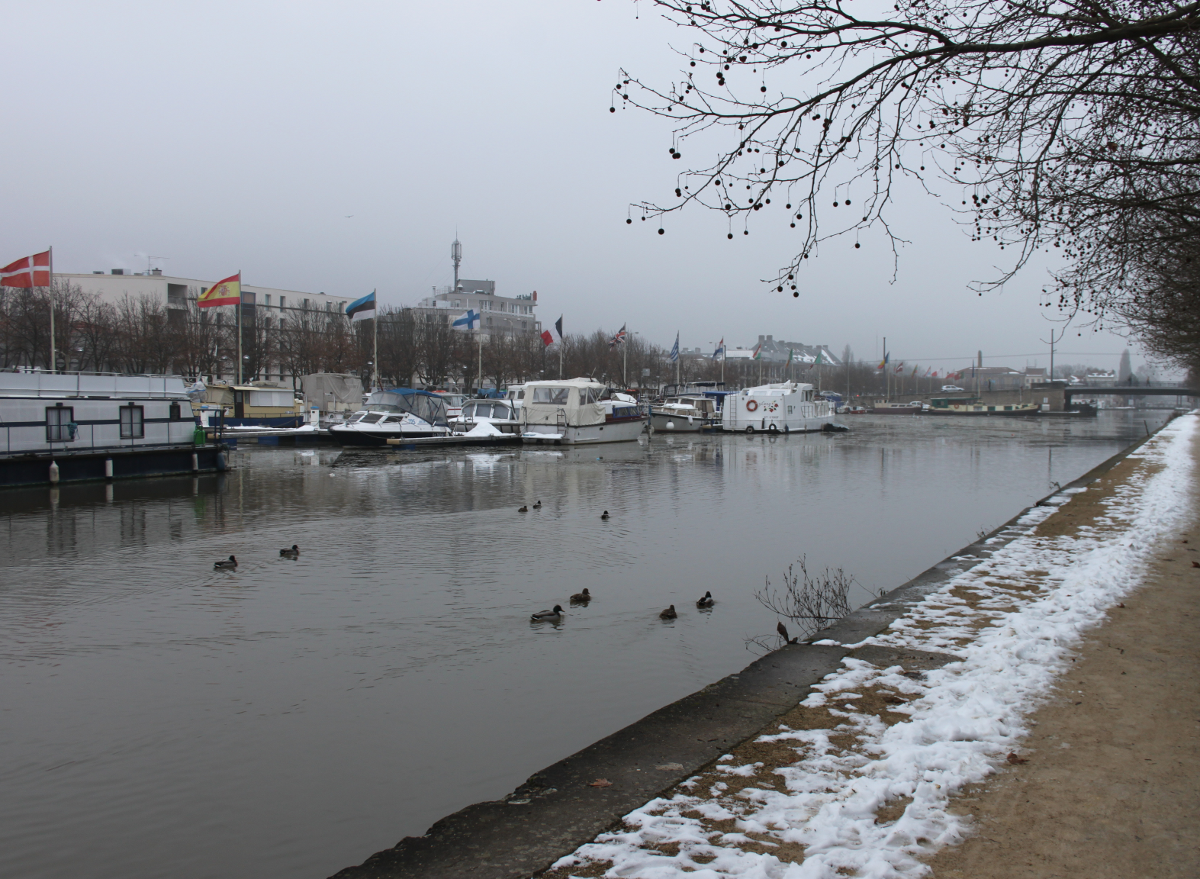
Kanazawa步行道视角的南锡游艇停泊港口

南锡居住区位于与东运河相连的摩泽尔河，默尔特河和马恩莱茵河运河的交汇处的中心。马恩河莱茵河运河从北到南穿过城市东部，走向与默尔特河平行，没有规划水上交通，一些吨位较小符合Freycinet规范的水上船只可以通过。
洛林四分之一的外贸通过航运完成。摩泽尔河承担了区域内95%的水上交通，确保了弗鲁阿尔自贸港的连通。这个港口位于南锡的北部郊区，并以“Nancyport”命名。弗鲁阿尔港口700米长的码头拥有7公顷的土地。这个港口由默尔特-摩泽尔工商会进行管理，2006年货物吞吐量达350万吨。
至于旅游业，南锡可以从摩泽尔河和马恩莱茵运河乘船到达，游艇停泊的港口位于市中心的边缘，在斯坦尼斯拉斯 - 默尔特区域内。

## 城市建设
南锡起源于中世纪,是洛林公国的首府，其发展与洛林公国的崛起有关。因此，接近于公元1000年，在一个名为Nanceiacum的村庄附近，一个城堡的建立标志着一座有防御工事的城市的诞生。这个新城市中的文艺复兴更使其在欧洲几乎独一无二。启蒙运动中的城市化，十九世纪的过度发展，美好年代中的繁荣以及二十世纪持续的城市规划使南锡成为法国的第二十个聚居区。

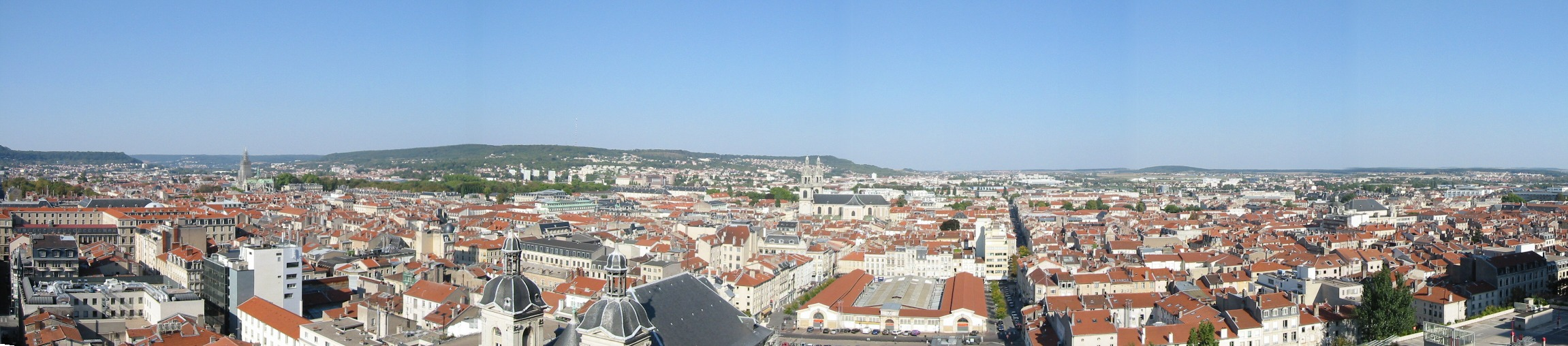
南锡市中心的全景:
cours Léopold • 圣埃普夫尔圣殿 • parc de la Pépinière • 南锡主教座堂 • Charles III - Centre Ville 和église Saint-Nicolas de Nancy
近景 : 教区 ，église Saint-Sébastien de Nancy 和 南锡开放集市

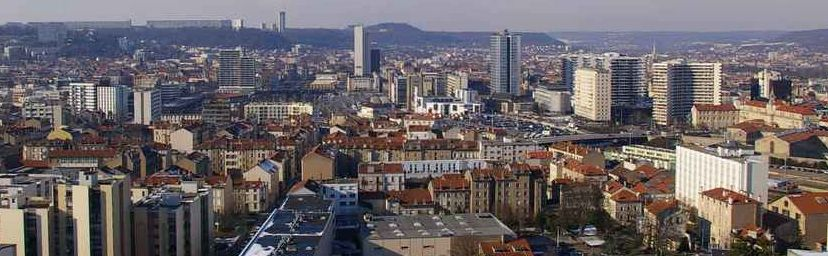
南锡的车站区域和中心以东的特写视图，包括多处高层建筑物

### 城市结构
南锡是以市中心区域为中心的同心圆模式发展的城市，人口稠密，平均每平方公里多于7000人口。第一个外环位于与南锡毗邻的市镇，比如雅维尔-拉马尔格朗日、通布莱讷、埃塞、圣马克斯、马尔泽维尔、马克塞维尔、尚皮尼厄勒、拉克苏以及旺德夫尔，以20世纪60年代和70年代的大型建筑群集中了城市的多户住户。更远的第二外环，以宽广的独立住宅区的个人住户的延展和20世纪80年代和90年代对于汽车业发展的许可为标志，汽车业的发展主要涉及到的市镇有布克西耶尔欧达姆、埃耶库尔、乌德蒙、吕德尔、默尔特河畔栋巴勒、圣尼古拉德波尔、瓦朗热维尔、皮尔努瓦、利韦丹和塞尚。
截至2011年1月1日，旺德夫尔的居民人口为30646人，是默尔特 - 摩泽尔省第二大人口居住地，也是第二大人口聚居地。接下来是拉克苏（14681人）及维莱（14451人），然后是圣马克斯（9707人）、马克塞维尔（9661人）、雅维尔-拉马尔格朗日（9415人）、马尔泽维尔（8070人）以及通布莱讷（7661人）。
在南锡城区的周围有三个城郊市镇：蓬佩盆地的市镇及蓬佩市；在讷沃迈松周围的摩泽尔和马东市镇，以及communauté de communes des Pays du Sel et du Vermois及其圣尼古拉德波尔市。分布于集中在南锡市区的市镇的城市、村落通常被认为是南锡的卧城，拥有这南锡市区的绝大多数的劳动人口。

### 街区
在2014年Laurent Hénart的选举之后，该市被划为7个区，以及另外的4个附属市政厅。2008年6月 · ，市政府在区委会上曾考虑划分为11个近邻社区。每个区域都配备一个附属市政厅，一个邮政局，少数地区配备有一个警察局。

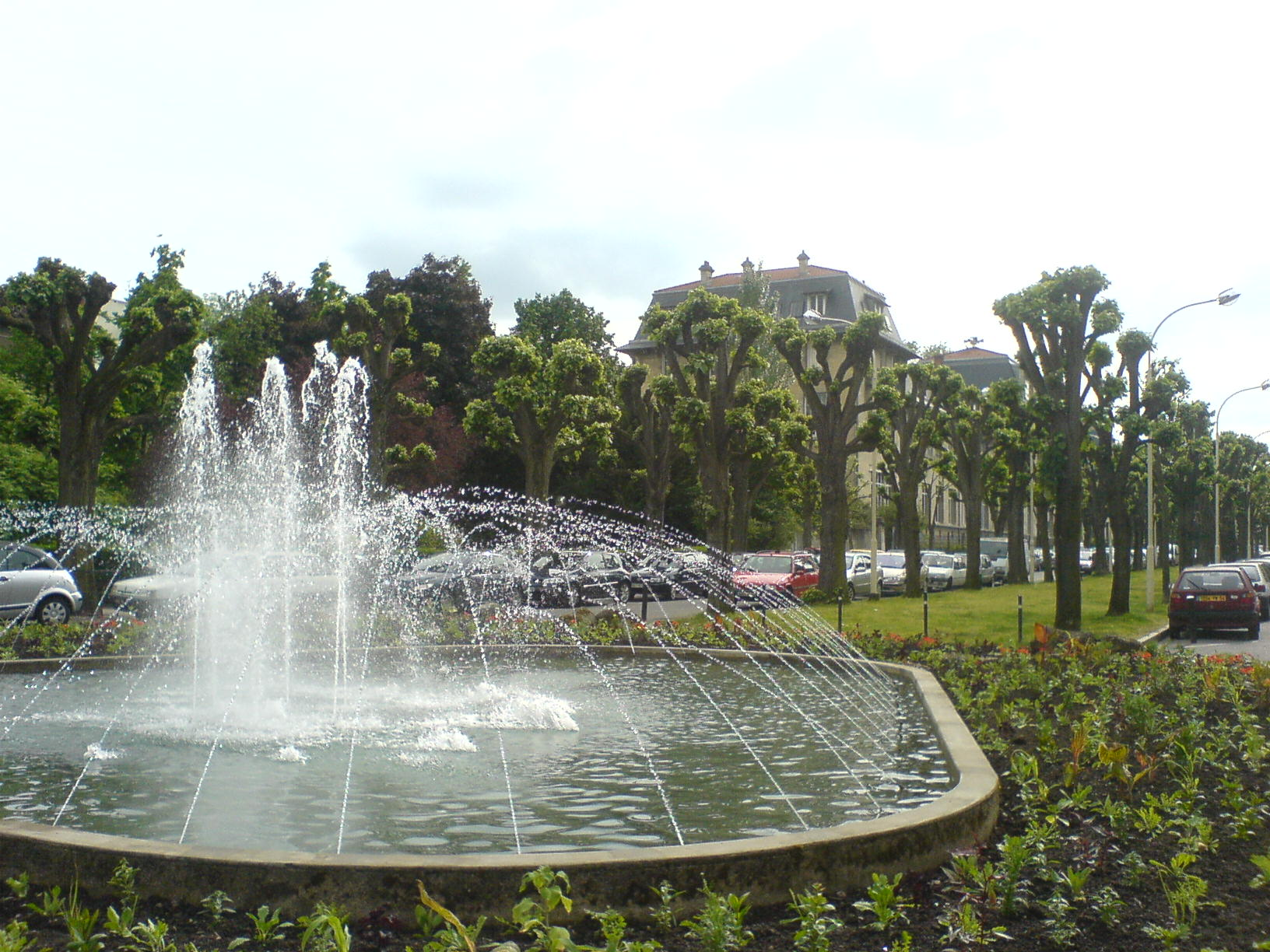
贞德区

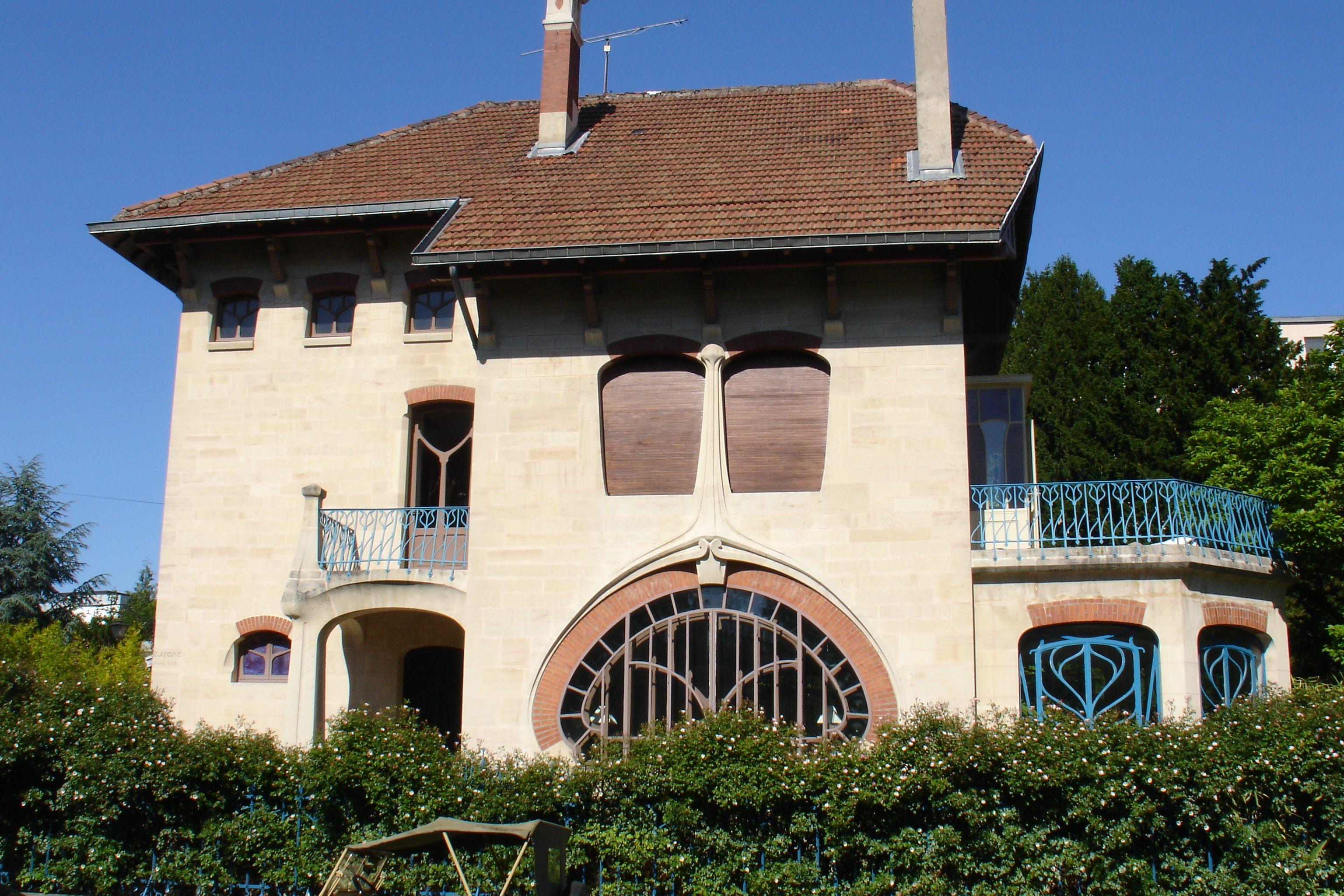
位于Saurupt区的Les Glycines

1. Plateau de Haye : Haut-du-Lièvre - Parc des Carrières - Gentilly
2. Beauregard - Boufflers - Buthegnémont（法语：Beauregard - Boufflers - Buthegnémont） - Boudonville - Scarpone - Libération（法语：Boudonville - Scarpone - Libération）
3. Poincaré - Foch - Anatole France - Croix de Bourgogne（法语：Poincaré - Foch - Anatole France - Croix de Bourgogne）
4. Haussonville - Blandan（法语：Haussonville - Blandan - Donop） - Mon désert - Saurupt（法语：Saurupt）
5. Saint Pierre - René II - Bonsecours（法语：Saint-Pierre - René II - Marcel Brot）
6. Saint Nicolas - Charles III（法语：Charles III - Centre Ville） - Ville Vieille（法语：Ville Vieille - Léopold） - Trois Maisons（法语：Trois Maisons - Saint-Fiacre - Crosne - Vayringe） - Léopold（法语：Ville Vieille - Léopold）
7. Rives de Meurthe（法语：Rives de Meurthe）

尽管不属于南锡的内部市镇，但是Nancy-Brabois科技园也可以被添加其中。
在2002年到2008年间，旧划分包含了12个区。
Beauregard、Boudonville、Buthégnemont、Haussonville、Haut-du-Lièvre、Saint-Nicolas、Saint-Jean、Saurupt、Trois-Maisons这些村落、（城墙外）老城区在南锡的历史发展中逐渐被纳入到其城市体系。这座城市现在在默尔特和马恩 - 莱茵运河之间的过去的工业废土上，位于斯坦尼斯拉-默尔特区的东部发展。

## 景點
- 南錫主教座堂
- 南锡公爵宫
- 永援聖母堂
- 科德利埃教堂
- 斯坦尼斯拉斯廣場
- 南錫派美術館

## 著名人物
- 弗朗茨一世 (神圣罗马帝国)（1708年-1765年），皇帝
- 埃米尔·加莱（1846年-1904年），艺术家
- 庞加莱（1854年-1912年），数学家
- 于贝尔·利奥泰（1854年-1934年），法国元帅
- 亨利·嘉当（1904年-2008年），数学家

## 友好城市
- 英国 泰因河畔纽卡斯尔
- 比利时 列日
- 德国 卡尔斯鲁厄
- 義大利 帕多瓦
- 日本 金泽市
- 以色列 谢莫纳城
- 波蘭 卢布林
- 美国 俄亥俄州辛辛那提
- 中国 昆明市
- 俄羅斯 克拉斯诺达尔
- 中国 上饶市